# Anolis stratulus
Espèce
Anolis stratulus est une espèce de sauriens de la famille des Dactyloidae.

## Répartition
Cette espèce est endémique du banc de Porto Rico. Elle se rencontre à Porto Rico, aux Îles Vierges des États-Unis et aux Îles Vierges britanniques.

## Publication originale
- Cope, 1861 : Notes and descriptions of anoles. Proceedings of the Academy of Natural Sciences of Philadelphia, vol. 13, p. 208-215 (texte intégral).